# Rubalcabo
Rubalcabo är en ort i Mexiko.   Den ligger i kommunen Panindícuaro och delstaten Michoacán de Ocampo, i den centrala delen av landet, 270 km väster om huvudstaden Mexico City. Rubalcabo ligger 1 896 meter över havet och antalet invånare är 187.
Terrängen runt Rubalcabo är huvudsakligen kuperad, men åt nordväst är den platt. Runt Rubalcabo är det ganska tätbefolkat, med 70 invånare per kvadratkilometer. Närmaste större samhälle är Puruándiro, 19,3 km öster om Rubalcabo. I omgivningarna runt Rubalcabo växer huvudsakligen savannskog.